# Volsinii

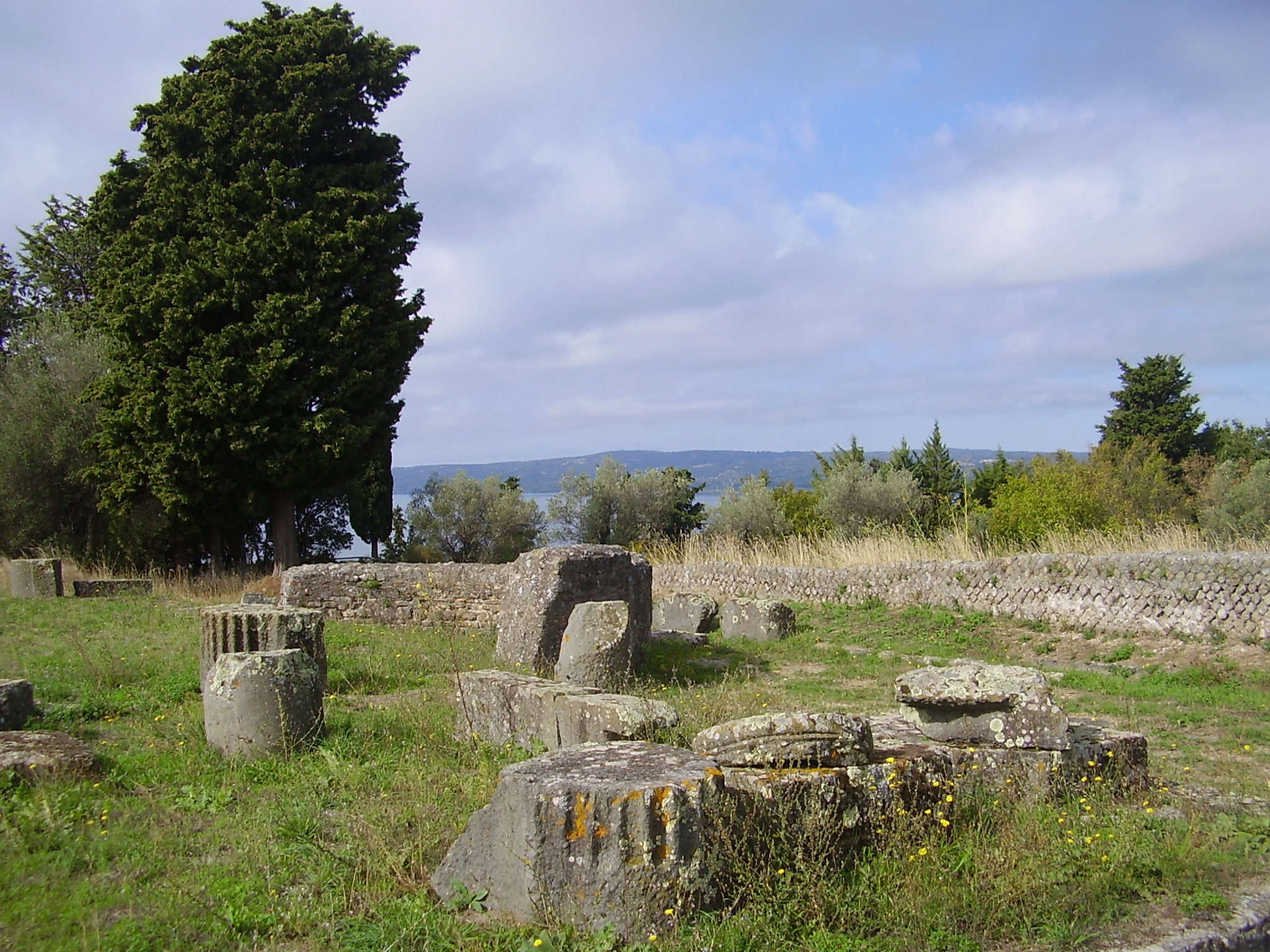
Volsinii (2014)

Volsinii (etruskisch Velsuna oder Velzna) war eine der bedeutendsten und ältesten Städte des etruskischen Zwölfstädtebundes. Sie lag unweit des Zusammenflusses von Clanis und Tiber auf steiler Felshöhe.
In Volsinii vermutet man das zentrale Heiligtum von Voltumna, der obersten Gottheit der etruskischen Religion. Die reiche und mächtige Stadt führte mehrfach Krieg gegen Rom, so in den Jahren 392 v. Chr., 308 v. Chr. und 294 v. Chr., um schließlich von Rom erst nach 30-jährigem Widerstand 264 v. Chr. unter dem Konsul Marcus Fulvius Flaccus erobert und zerstört zu werden, wobei nicht weniger als 2000 Statuen erbeutet worden sein sollen. Die ehemaligen Bewohner wurden gezwungen, an einem schlechter verteidigbaren Ort am wegen seiner Fische und Wasservögel bekannten Lacus Volsiniensis (heute Bolsenasee) zu siedeln, in Volsinii novi, dem heutigen Bolsena.
Es war lange ungeklärt, ob Volsinii mit dem heutigen Orvieto zu identifizieren ist, in dessen nächster Nähe die etruskische Nekropole Crocefissio nel Tuffo liegt. Diese Grabanlage ist eine typische Nekropole der hellenistischen Periode. Der Name geht auf den Tuffstein zurück, aus dem die Gräber und der Fels, auf dem Orvieto liegt, bestehen.
Bei ersten Ausgrabungen auf dem Campo della Fiera südwestlich der Stadt Orvieto in den Jahren 1876 bis 1886 wurden an den Seiten der "alten römischen Straße", die denselben Verlauf hatte wie die heutige Verbindung zwischen Orvieto und Bolsena, Überreste etruskischer und römischer Gebäude, etruskische und römische Gräber, lateinische Grabinschriften und 
etruskische architektonische Terrakotta gefunden. Seit 1987 werden Ausgrabungen am Campo della Fiera unter Leitung der Archäologin Simonetta Stopponi durchgeführt. Diese Ausgrabungen haben eine ununterbrochene Besiedlung vom 6. Jahrhundert v. Chr. bis zum 14. Jahrhundert offengelegt. Die Entdeckung dreier Tempel stützt die Identifizierung mit dem etruskischen Heiligtum Fanum Voltumnae. Die Ausgrabungen gaben wertvolle Hinweise auf eine große Stadt, die das politische Zentrum des etruskischen Zwölfstädtebundes war.